# Memoriał Primo Nebiolo

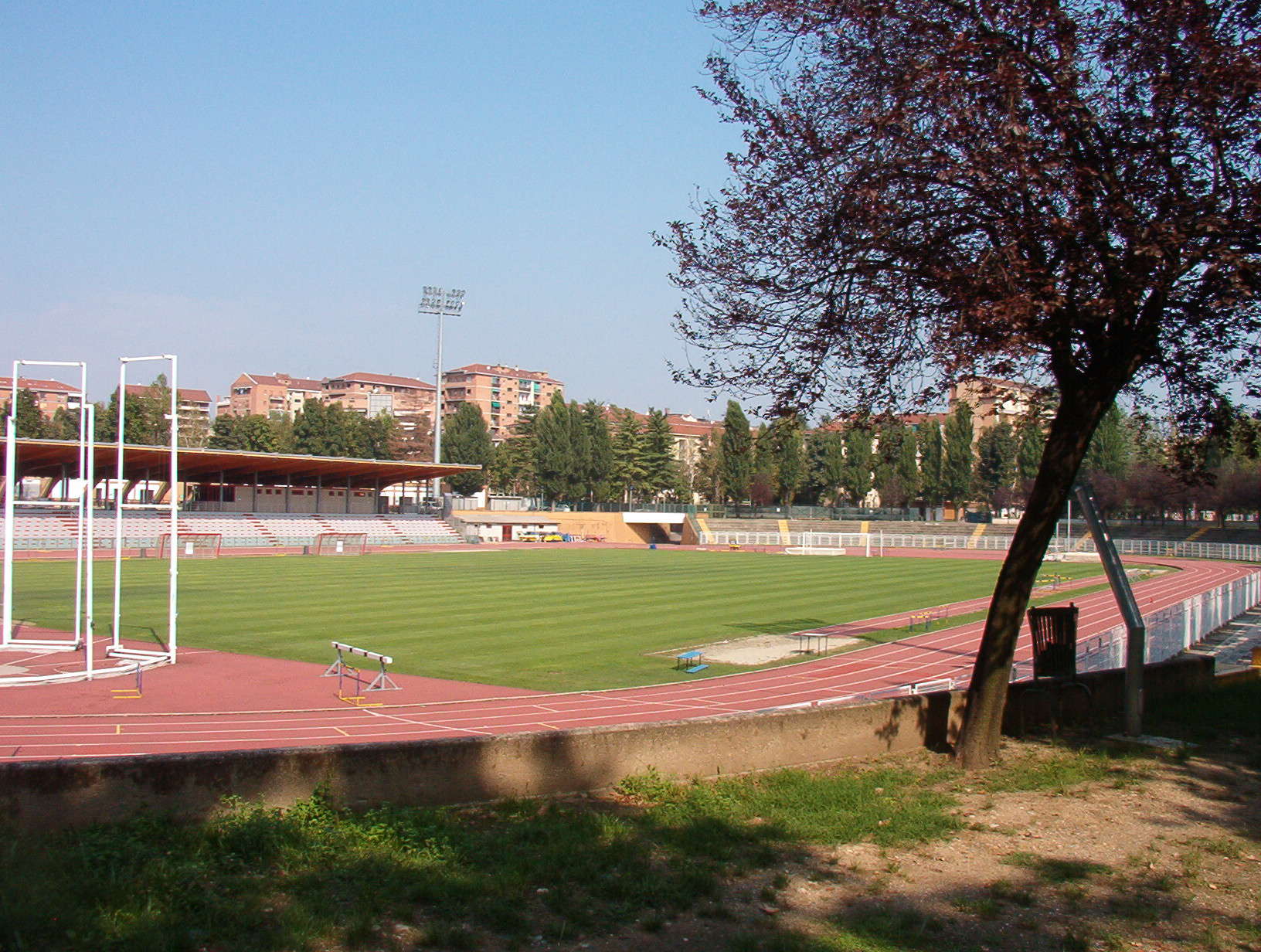
Stadion, na którym odbywają się zawody

Memoriał Primo Nebiolo – międzynarodowy mityng lekkoatletyczny organizowany od 2000 roku we włoskim Turynie. Zawody rozgrywane są na Stadio Primo Nebiolo w Parco Ruffini. Mityng jest hołdem dla Primo Nebiolo - nieżyjącego szefa IAAF. Impreza rokrocznie przyciąga do stolicy Piemontu wybitnych lekkoatletów z całego świata. Zawody są kontynuacją rozgrywanego w Turynie w latach 1963–1983 i od 1995 do 1999 Międzynarodowego Mityngu Lekkoatletycznego.